# Herb gminy Cedry Wielkie
Herb gminy Cedry Wielkie – jeden z symboli gminy Cedry Wielkie, ustanowiony 30 maja 2001.

## Wygląd
Herb przedstawia na tarczy, podzielonej na trzy części: po lewej stronie na zielonym polu złoty kłos zboża o 13 ziarnach, w prawym górnym polu na czerwonym tle herb Gdańska, a w dolnym – na niebieskim tle trzy srebrne fale